# Alexandrina dán királyné
Mecklenburg–Schwerini Alexandrina Aguszta (németül: Alexandrine Auguste zu Mecklenburg-Schwerin, dánul: Alexandrine Auguste af Mecklenburg Schwerin; Schwerin, 1879. december 24. – Koppenhága, 1952. december 28.), a Mecklenburgi-ház schwerini ágából származó német hercegnő, aki X. Keresztély dán királlyal kötött házassága révén Dánia királynéja 1912 és 1947 között.

## Élete
Alexandrina hercegnő 1879 szentestéjén született Schwerinben, a Mecklenburg-Schwerini Hercegség fővárosában. Szülei III. Frigyes Ferenc mecklenburg–schwerini nagyherceg és Anasztaszija Mihajlovna orosz nagyhercegnő voltak, Alexandrina maga három testvér közül volt a legidősebb. Szoros kapcsolatban állt egyetlen húgával, Cecíliával, akiből később német császári és porosz királyi hercegné, illetve trónörökösné lett.
1898. április 26-án, a franciaországi Cannes városában a tizennyolc éves Alexandrina feleségül ment Keresztély dán királyi herceghez, a dán trón várományosához. A párnak két gyermeke született:
- Frigyes herceg (1899–1972), később IX. Frigyes néven dán király
- Knut herceg (1900–1976), Dánia későbbi trónörököse.

1912-ben Keresztély herceg lett az ország királya, így Alexandrinából dán királyné lett. 1918-ban, miután Dánia unióra lépett Izlanddal, Alexandrina megkapta az izlandi királyné titulust is, melyet eddig csak ő viselt a világon, és melyet 1944-ben, az unió felbomlásával elvesztett.

1947-ben meghalt X. Keresztély, így Alexandrina idősebb fia, Frigyes lépett a trónra; Alexandrinából pedig dán anyakirályné lett. 1952. december 28-án halt meg Koppenhágában, és a Roskildei székesegyházban, a dán királyok hagyományos temetkezési helyén helyezték örök nyugalomra férje mellé.